# Camafroneta oku
Genre
Espèce
Camafroneta oku, unique représentant du genre Camafroneta, est une espèce d'araignées aranéomorphes de la famille des Linyphiidae.

## Distribution
Cette espèce est endémique du Nord-Ouest au Cameroun,. Elle se rencontre vers le lac Oku.

## Description
Le mâle holotype mesure 2,98 mm et la femelle paratype 3,22 mm.

## Étymologie
Son nom d'espèce lui a été donné en référence au lieu de sa découverte, le lac Oku.

## Publication originale
- Frick & Scharff, 2018 : Description of one new genus and four new species of mynoglenine spiders from Africa (Araneae: Linyphiidae: Mynogleninae). European Journal of Taxonomy, vol. 415, p. 1-27 (texte intégral).